# بخش اسکات (شهرستان آدامز، اوهایو)
بخش اسکات (به انگلیسی: Scott Township) یک منطقهٔ مسکونی در ایالات متحده آمریکا است که در شهرستان آدامز، اوهایو واقع شده‌است.
 بخش اسکات ۹۷٫۰ کیلومتر مربع مساحت و ۲٬۱۸۰ نفر جمعیت دارد و ۲۱۱ متر بالاتر از سطح دریا واقع شده‌است.